# Llista de topònims d'Ossó de Sió
Llista de topònims (noms propis de lloc) del municipi d'Ossó de Sió, a l'Urgell
Informació actualitzada per un bot. Els canvis manuals es perdran quan s'actualitzi!

## cabana
| imatge | Nom                   | Ubicat a    | instància de | Detalls       | coordenades                                                         | Protecció | Commons (més fotos) | Dades a WD                    |
| ------ | --------------------- | ----------- | ------------ | ------------- | ------------------------------------------------------------------- | --------- | ------------------- | ----------------------------- |
|        | cabana de Cal Jeroni  | Ossó de Sió | cabana       |               | 41° 45′ 01″ N, 1° 09′ 11″ E / 41.7502773732718°N,1.15293760449534°E |           |                     | Modifica les dades a Wikidata |
|        | cabana de Cal Marreco | Ossó de Sió | cabana       |               | 41° 44′ 29″ N, 1° 09′ 00″ E / 41.7414022364288°N,1.14990910378955°E |           |                     | Modifica les dades a Wikidata |
|        | cabana de l'Eusèbio   | Ossó de Sió | cabana       |               | 41° 45′ 52″ N, 1° 09′ 59″ E / 41.7643549365613°N,1.1664521753965°E  |           |                     | Modifica les dades a Wikidata |
|        | cabana del Carreter   | Ossó de Sió | cabana       |               | 41° 44′ 53″ N, 1° 09′ 27″ E / 41.7479455599955°N,1.15747838440302°E |           |                     | Modifica les dades a Wikidata |
|        | cabana del Duran      | Ossó de Sió | cabana       |               | 41° 44′ 36″ N, 1° 09′ 32″ E / 41.7433226770599°N,1.15900558876447°E |           |                     | Modifica les dades a Wikidata |
|        | cabana del Guim       | Ossó de Sió | cabana       | Estat: ruïnós | 41° 42′ 55″ N, 1° 09′ 23″ E / 41.715232256463°N,1.15626161919473°E  |           |                     | Modifica les dades a Wikidata |
|        | cabana del Marcos     | Ossó de Sió | cabana       |               | 41° 46′ 09″ N, 1° 09′ 43″ E / 41.7692636892071°N,1.1619572613448°E  |           |                     | Modifica les dades a Wikidata |
|        | cabana del Marvà      | Ossó de Sió | cabana       |               | 41° 46′ 49″ N, 1° 09′ 51″ E / 41.7802686012371°N,1.16414573610374°E |           |                     | Modifica les dades a Wikidata |
|        | cabana del Morella    | Ossó de Sió | cabana       |               | 41° 44′ 22″ N, 1° 09′ 03″ E / 41.7395270278488°N,1.15091292706163°E |           |                     | Modifica les dades a Wikidata |
|        | cabana del Novençà    | Ossó de Sió | cabana       |               | 41° 46′ 35″ N, 1° 09′ 58″ E / 41.7764723683889°N,1.16611899883862°E |           |                     | Modifica les dades a Wikidata |
|        | cabana del Pedró      | Ossó de Sió | cabana       |               | 41° 44′ 17″ N, 1° 09′ 25″ E / 41.7381456763213°N,1.15686878088008°E |           |                     | Modifica les dades a Wikidata |
|        | cabana del Raters     | Ossó de Sió | cabana       |               | 41° 46′ 46″ N, 1° 09′ 54″ E / 41.7794896538718°N,1.16499820739806°E |           |                     | Modifica les dades a Wikidata |
|        | cabana del Ros        | Ossó de Sió | cabana       |               | 41° 44′ 56″ N, 1° 08′ 45″ E / 41.7489726553383°N,1.14574688152546°E |           |                     | Modifica les dades a Wikidata |
|        | cabana del Vilana     | Ossó de Sió | cabana       |               | 41° 44′ 17″ N, 1° 08′ 56″ E / 41.7380012731822°N,1.14900869142707°E |           |                     | Modifica les dades a Wikidata |
|        | corral de l'Aleix     | Ossó de Sió | cabana       |               | 41° 44′ 24″ N, 1° 07′ 11″ E / 41.7399939215958°N,1.11975436666491°E |           |                     | Modifica les dades a Wikidata |
|        | corral del Pastor     | Ossó de Sió | cabana       |               | 41° 45′ 48″ N, 1° 10′ 23″ E / 41.7632447987638°N,1.17308800365099°E |           |                     | Modifica les dades a Wikidata |
|        | era del Ferran        | Ossó de Sió | cabana       |               | 41° 45′ 19″ N, 1° 09′ 12″ E / 41.7552647681606°N,1.15335988680373°E |           |                     | Modifica les dades a Wikidata |
|        | pallissa del Porta    | Ossó de Sió | cabana       |               | 41° 44′ 24″ N, 1° 09′ 52″ E / 41.7399434959302°N,1.16452549033842°E |           |                     | Modifica les dades a Wikidata |

## castell
| imatge | Nom                          | Ubicat a    | instància de | Detalls                                | coordenades                                                                                                  | Protecció                                            | Commons (més fotos)          | Dades a WD                    |
| ------ | ---------------------------- | ----------- | ------------ | -------------------------------------- | --- | ---------------------------------------------------- | ---------------------------- | ----------------------------- |
|        | castell de Castellnou d'Ossó | Ossó de Sió | castell      | Estil: arquitectura romana 1st century | 41° 46′ 05″ N, 1° 08′ 39″ E / 41.768047°N,1.144209°E ca:Plaça del Castell Lliuró, Castellnou d'Ossó 367 msnm | bé d'interès cultural bé cultural d'interès nacional | Castell de Castellnou d'Ossó | Modifica les dades a Wikidata |
|        | castell de Montfalcó d'Ossó  | Ossó de Sió | castell      | Estil: arquitectura romànica           | 41° 45′ 34″ N, 1° 07′ 52″ E / 41.7594°N,1.13113888889°E 389 msnm                                             | bé integrant del patrimoni cultural català           | Castell de Montfalcó d'Ossó  | Modifica les dades a Wikidata |

## creu de terme
| imatge | Nom                             | Ubicat a    | instància de  | Detalls                     | coordenades                                                                | Protecció                                  | Commons (més fotos)             | Dades a WD                    |
| ------ | ------------------------------- | ----------- | ------------- | --------------------------- | -------------------------------------------------------------------------- | ------------------------------------------ | ------------------------------- | ----------------------------- |
|        | creu de terme d'Ossó de Sió     | Ossó de Sió | creu de terme | Estil: arquitectura barroca | 41° 45′ 18″ N, 1° 09′ 34″ E / 41.754888888889°N,1.15945°E 388 msnm         | bé integrant del patrimoni cultural català | Creu de terme d'Ossó de Sió     | Modifica les dades a Wikidata |
|        | creu de terme de Bellver d'Ossó | Ossó de Sió | creu de terme | Estil: arquitectura gòtica  | 41° 44′ 44″ N, 1° 10′ 20″ E / 41.745636111111°N,1.1722472222222°E 377 msnm | bé integrant del patrimoni cultural català | Creu de terme de Bellver d'Ossó | Modifica les dades a Wikidata |

## entitat singular de població
| imatge | Nom               | Ubicat a    | instància de                                   | Detalls | coordenades                                                                                        | Protecció | Commons (més fotos) | Dades a WD                    |
| ------ | ----------------- | ----------- | ---------------------------------------------- | ------- | -------------------------------------------------------------------------------------------------- | --------- | ------------------- | ----------------------------- |
|        | Bellver d'Ossó    | Ossó de Sió | entitat singular de població                   | 87 hab  | 41° 44′ 54″ N, 1° 10′ 24″ E / 41.748388888889°N,1.1733888888889°E ca:Ctra. L-303, km 12,8 391 msnm |           | Bellver d'Ossó      | Modifica les dades a Wikidata |
|        | Castellnou d'Ossó | Ossó de Sió | entitat singular de població                   | 26 hab  | 41° 46′ 05″ N, 1° 08′ 38″ E / 41.76792778°N,1.14376944°E ca:Ctra. L-303, km 16,5 372 msnm          |           | Castellnou d'Ossó   | Modifica les dades a Wikidata |
|        | Montfalcó d'Ossó  | Ossó de Sió | entitat singular de població                   | 30 hab  | 41° 45′ 33″ N, 1° 07′ 50″ E / 41.75916667°N,1.13055556°E 388 msnm                                  |           | Montfalcó d'Ossó    | Modifica les dades a Wikidata |
|        | Ossó de Sió       | Ossó de Sió | entitat singular de població capital municipal | 52 hab  | 41° 45′ 17″ N, 1° 09′ 32″ E / 41.75485°N,1.159°E ca:Ctra. L-303, km 14,8 379 msnm                  |           |                     | Modifica les dades a Wikidata |

## església
| imatge | Nom                                 | Ubicat a    | instància de | Detalls                      | coordenades                                                                | Protecció                                  | Commons (més fotos)                 | Dades a WD                    |
| ------ | ----------------------------------- | ----------- | ------------ | ---------------------------- | -------------------------------------------------------------------------- | ------------------------------------------ | ----------------------------------- | ----------------------------- |
|        | Mare de Déu del Remei d'Ossó de Sió | Ossó de Sió | església     | Estil: arquitectura romànica | 41° 45′ 16″ N, 1° 09′ 33″ E / 41.75449°N,1.15919°E 389 msnm                | bé integrant del patrimoni cultural català | Mare de Déu del Remei d'Ossó de Sió | Modifica les dades a Wikidata |
|        | Sant Miquel de Montfalcó d'Ossó     | Ossó de Sió | església     | Estil: arquitectura barroca  | 41° 45′ 34″ N, 1° 07′ 53″ E / 41.759438888889°N,1.1313194444444°E 388 msnm | bé integrant del patrimoni cultural català | Sant Miquel de Montfalcó d'Ossó     | Modifica les dades a Wikidata |
|        | Sant Pere de Bellver                | Ossó de Sió | església     | Estil: arquitectura romànica | 41° 44′ 54″ N, 1° 10′ 26″ E / 41.7483°N,1.17377°E 410 msnm                 | bé integrant del patrimoni cultural català | Sant Pere de Bellver de Sió         | Modifica les dades a Wikidata |
|        | Sant Pere de Castellnou d'Ossó      | Ossó de Sió | església     | Estil: arquitectura romànica | 41° 46′ 05″ N, 1° 08′ 44″ E / 41.76795833°N,1.14545556°E 372 msnm          | bé integrant del patrimoni cultural català | Sant Pere de Castellnou d'Ossó      | Modifica les dades a Wikidata |

## granja
| imatge | Nom                    | Ubicat a    | instància de | Detalls | coordenades                                                         | Protecció | Commons (més fotos) | Dades a WD                    |
| ------ | ---------------------- | ----------- | ------------ | ------- | ------------------------------------------------------------------- | --------- | ------------------- | ----------------------------- |
|        | Granges Cassalí        | Ossó de Sió | granja       |         | 41° 44′ 55″ N, 1° 10′ 33″ E / 41.7486271829058°N,1.17592002026274°E |           |                     | Modifica les dades a Wikidata |
|        | Granges de l'Anguera   | Ossó de Sió | granja       |         | 41° 46′ 08″ N, 1° 08′ 46″ E / 41.7689829208968°N,1.14616911092857°E |           |                     | Modifica les dades a Wikidata |
|        | Granges de les Forques | Ossó de Sió | granja       |         | 41° 46′ 08″ N, 1° 09′ 09″ E / 41.769022597666°N,1.15254418413006°E  |           |                     | Modifica les dades a Wikidata |
|        | Granges del Costafreda | Ossó de Sió | granja       |         | 41° 44′ 57″ N, 1° 10′ 16″ E / 41.749262872192°N,1.17115138559893°E  |           |                     | Modifica les dades a Wikidata |
|        | Granges del Pla        | Ossó de Sió | granja       |         | 41° 45′ 31″ N, 1° 09′ 46″ E / 41.7587048778804°N,1.1628841746686°E  |           |                     | Modifica les dades a Wikidata |
|        | Granges del Porta      | Ossó de Sió | granja       |         | 41° 44′ 43″ N, 1° 10′ 06″ E / 41.7452018041517°N,1.1683803961186°E  |           |                     | Modifica les dades a Wikidata |
|        | Granges del Vall       | Ossó de Sió | granja       |         | 41° 44′ 27″ N, 1° 10′ 10″ E / 41.7409041873173°N,1.16941649385255°E |           |                     | Modifica les dades a Wikidata |
|        | Granja Xirivill        | Ossó de Sió | granja       |         | 41° 45′ 01″ N, 1° 10′ 32″ E / 41.7503255983616°N,1.17567949029041°E |           |                     | Modifica les dades a Wikidata |
|        | Granja de Peraltes     | Ossó de Sió | granja       |         | 41° 45′ 20″ N, 1° 09′ 43″ E / 41.7555009060602°N,1.1619050763515°E  |           |                     | Modifica les dades a Wikidata |
|        | Granja del Cardona     | Ossó de Sió | granja       |         | 41° 45′ 07″ N, 1° 09′ 38″ E / 41.7518237958836°N,1.16062686733026°E |           |                     | Modifica les dades a Wikidata |
|        | Granja del Gilabert    | Ossó de Sió | granja       |         | 41° 45′ 05″ N, 1° 10′ 07″ E / 41.7514567902791°N,1.1686595729335°E  |           |                     | Modifica les dades a Wikidata |
|        | Granja del Rubió       | Ossó de Sió | granja       |         | 41° 44′ 36″ N, 1° 10′ 22″ E / 41.7432177798364°N,1.17274203277473°E |           |                     | Modifica les dades a Wikidata |

## masia
| imatge | Nom           | Ubicat a    | instància de | Detalls | coordenades                                                                                   | Protecció | Commons (més fotos) | Dades a WD                    |
| ------ | ------------- | ----------- | ------------ | ------- | --------------------------------------------------------------------------------------------- | --------- | ------------------- | ----------------------------- |
|        | Cal Cabana    | Ossó de Sió | masia        |         | 41° 46′ 33″ N, 1° 09′ 44″ E / 41.7758149642688°N,1.16217924477409°E                           |           |                     | Modifica les dades a Wikidata |
|        | Cal Carretes  | Ossó de Sió | masia        |         | 41° 44′ 39″ N, 1° 10′ 33″ E / 41.7441240273214°N,1.1759272617461°E                            |           |                     | Modifica les dades a Wikidata |
|        | Cal Termenet  | Ossó de Sió | masia        |         | 41° 46′ 12″ N, 1° 10′ 09″ E / 41.7699832407895°N,1.16922737209314°E                           |           |                     | Modifica les dades a Wikidata |
|        | Masia Bernaus | Ossó de Sió | masia        |         | 41° 44′ 19″ N, 1° 08′ 22″ E / 41.7386743349483°N,1.13938144710598°E                           |           |                     | Modifica les dades a Wikidata |
|        | Masia Foixet  | Ossó de Sió | masia        |         | 41° 44′ 40″ N, 1° 07′ 13″ E / 41.744432257825°N,1.12019005956288°E                            |           |                     | Modifica les dades a Wikidata |
|        | Masia Guim    | Ossó de Sió | masia        |         | 41° 44′ 22″ N, 1° 08′ 24″ E / 41.7395322324707°N,1.14007817982803°E                           |           |                     | Modifica les dades a Wikidata |
|        | Peraltes      | Ossó de Sió | masia        |         | 41° 45′ 37″ N, 1° 09′ 22″ E / 41.760230687134°N,1.1559864858322°E ca:Camí d'Ossó a Castellnou |           |                     | Modifica les dades a Wikidata |
|        | la Masieta    | Ossó de Sió | masia        |         | 41° 45′ 20″ N, 1° 09′ 09″ E / 41.7554659377569°N,1.15242795749523°E                           |           |                     | Modifica les dades a Wikidata |

## molí d'aigua
| imatge | Nom              | Ubicat a    | instància de | Detalls                                           | coordenades                                                                     | Protecció                                  | Commons (més fotos)                  | Dades a WD                    |
| ------ | ---------------- | ----------- | ------------ | ------------------------------------------------- | ------------------------------------------------------------------------------- | ------------------------------------------ | ------------------------------------ | ----------------------------- |
|        | Molí del Marquès | Ossó de Sió | molí d'aigua | Estil: arquitectura romànica arquitectura popular | 41° 46′ 03″ N, 1° 08′ 36″ E / 41.767602777778°N,1.1432972222222°E 354 msnm      | bé integrant del patrimoni cultural català | Molí del Marquès (Castellnou d'Ossó) | Modifica les dades a Wikidata |
|        | Molí del Torres  | Ossó de Sió | molí d'aigua | Estil: arquitectura popular                       | 41° 45′ 27″ N, 1° 09′ 15″ E / 41.75746°N,1.154079°E ca:Camí d'Ossó a Castellnou | bé integrant del patrimoni cultural català | Molí del Torres                      | Modifica les dades a Wikidata |

## muntanya
| imatge | Nom            | Ubicat a    | instància de | Detalls | coordenades                                                         | Protecció | Commons (més fotos) | Dades a WD                    |
| ------ | -------------- | ----------- | ------------ | ------- | ------------------------------------------------------------------- | --------- | ------------------- | ----------------------------- |
|        | Tossal Redó    | Ossó de Sió | muntanya     |         | 41° 44′ 38″ N, 1° 07′ 31″ E / 41.74399722°N,1.12531944°E 401.3 msnm |           |                     | Modifica les dades a Wikidata |
|        | Tossal de Miró | Ossó de Sió | muntanya     |         | 41° 43′ 49″ N, 1° 09′ 00″ E / 41.73041389°N,1.14993333°E 384 msnm   |           |                     | Modifica les dades a Wikidata |

## Misc
| imatge | Nom                             | Ubicat a               | instància de      | Detalls                      | coordenades | Protecció | Commons (més fotos) | Dades a WD                    |
| ------ | ------------------------------- | ---------------------- | ----------------- | ---------------------------- | --- | --------- | ------------------- | ----------------------------- |
|        | Pont del Sió                    | Ossó de Sió            | pont              | Travessa: Sió                | 41° 45′ 14″ N, 1° 10′ 44″ E / 41.7538543573122°N,1.17897137278851°E                                                         |           |                     | Modifica les dades a Wikidata |
|        | Rodo                            | Ossó de Sió            | vèrtex geodèsic   | Alt: 1.2m                    | 41° 44′ 38″ N, 1° 07′ 33″ E / 41.743862°N,1.125895°E 404.376 msnm                                                           |           |                     | Modifica les dades a Wikidata |
|        | Salades de Conill               | Ossó de Sió Tàrrega    | zona humida       | Superfície: 2.6ha            | 41° 42′ 51″ N, 1° 09′ 11″ E / 41.7142°N,1.153°E                                                                             |           | Salades de Conill   | Modifica les dades a Wikidata |
|        | Sió                             | Segarra Noguera Urgell | curs d'aigua      | Desemboca: Segre Llarg: 77km | 41° 41′ 12″ N, 1° 23′ 30″ E / 41.68653°N,1.3916069444444443°E 41° 48′ 04″ N, 0° 48′ 38″ E / 41.80124°N,0.8105361111111111°E |           | Sió River           | Modifica les dades a Wikidata |
|        | casa consistorial d'Ossó de Sió | Ossó de Sió            | casa consistorial |                              | 41° 45′ 17″ N, 1° 09′ 34″ E / 41.7546224°N,1.1593472°E                                                                      |           |                     | Modifica les dades a Wikidata |